# Smålands runinskrifter 4 M
Runinskrift Sm 4 M är en runristad dopfunt som står i Blädinge kyrka, Blädinge socken, Alvesta kommun i Småland.

## Dopfunten
Nils Henrik Sjöborg är den förste som skriftligen uppmärksammar dopfunten med sin inristning. Baron Ture Gabriel Gyllenkrook (1787-1865) köpte efter detta funten och placerade den som blomsterurna i Oby gårds park i Blädinge socken 1820 eller 1821. 1882 deponerades den till Växjö läroverk och hamnade snart i Växjö museums samlingar. 1943 återfördes den till Blädinge kyrka.
Funten är välbevarad och består av tre delar, fot, skaft och skål, separat uthuggna. Hela funten är 100 cm hög: foten 35 cm, skaftet 20 cm, skålen 45 cm. Skålen är 68 cm bred. Runt skaftet löper runinskriften. Runorna är 7-8 cm höga.
Orten Djuraberg, som omnämns på stenen, har inte lyckats identifieras.

## Inskriften
Translitteration:
÷ finviþir hiog þæta kar : a : tiura:biærh:e
Normalisering till fornvästnordiska:
Finnviðr hjó þetta ker á Dýrabergi(?).
Översättning till nusvenska:
Finnvid på Djuraberg högg denna funt. 